# Männertrip
Männertrip (Originaltitel: Get Him to the Greek) ist eine US-amerikanische Filmkomödie des Regisseurs Nicholas Stoller aus dem Jahr 2010 mit Russell Brand und Jonah Hill in den Hauptrollen.

## Handlung
Aaron Green, Angestellter bei einem Plattenlabel, wittert seine große Chance, als er den britischen Rockstar Aldous Snow zu seinem großen Comeback im Greek Theatre nach Los Angeles bringen soll. Dieser auf den ersten Blick wenig anspruchsvolle Auftrag entpuppt sich schnell als ziemlich knifflig, denn der eigenwillige Rockstar zeigt ein sehr divenhaftes Verhalten und ist nur schwer unter Kontrolle zu bringen. Außerdem ist Snow der ihn umgebenden Ja-Sager und des ständigen Überflusses müde und sucht zunehmend nach dem tieferen Sinn des Lebens, ohne deshalb jedoch auf die gewohnten Orgien zu verzichten. Dies treibt seinen Aufpasser Aaron Green zu immer verzweifelteren Maßnahmen.
Aaron trifft Aldous in dessen Appartement in London und möchte eigentlich sofort zurück zum Flughafen, um nach New York zu fliegen. Dort steht am nächsten Tag ein Promotionauftritt in der Today Show an. Doch Aldous zwingt Aaron erst noch gemeinsam feiern zu gehen. Da Aaron sich gerade vermeintlich von seiner Freundin getrennt hat und dementsprechend geknickt ist, verschafft ihm Aldous eine kleine Affäre. Erst am nächsten Morgen fliegen beide nach New York und kommen gerade noch rechtzeitig zur Show an. Auf Anweisung seines Chefs Sergio Roma (Aldous soll nüchtern bleiben) nimmt Aaron diesem seine Alkohol- und Marihuana-Vorräte weg und konsumiert sie selbst, was ihm schwer zusetzt.
Aldous wiederum hat auch noch den Text des Liedes African Child vergessen, das er auf dem Promotionsauftritt singen soll. Aaron versucht verzweifelt den Liedtext in Erfahrung zu bringen und zerlegt in seiner zugedröhnten Hektik das halbe Studio. Da kommt Aldous auf die Idee, einfach ein anderes Lied zu singen. Der Auftritt wird dadurch ein Riesenerfolg und das anstehende Konzert ist bald ausverkauft.
Vom Erfolg beflügelt beschließt Aldous eigenmächtig noch einen Zwischenstopp in Las Vegas zu machen, um seinen Vater zu treffen. Dort zwingt er Aaron, ihm weitere Drogen zu besorgen, was diesem große Schwierigkeiten bereitet. Auch die Versöhnung schlägt fehl und endet in einer großen Rauferei, die von Sergio Roma mitausgelöst wurde. Er treibt Aldous dadurch nach L.A.
Dort versuchen Aaron und Aldous während des verbleibenden Tages, ihre jeweilige Ex-Freundin zurückzugewinnen. Aldous' Ex, die Sängerin Jackie Q, lässt sich zwar auf ein Schäferstündchen ein, eröffnet Aldous aber im anschließenden Gespräch, dass der gemeinsame Sohn gar nicht von ihm ist.
Aldous taucht daraufhin bei Aaron auf und torpediert dessen Vorhaben, was in einem Desaster endet. Aldous schlägt einen flotten Dreier vor und Daphne stimmt zu, um sich an Aaron wegen der Affären der vergangenen Tage zu rächen.
Aldous erkennt, dass er in der Vergangenheit nur egoistisch gewesen ist, und kündigt Aaron seinen Suizid durch einen Sprung vom Hoteldach an. Aaron überzeugt ihn davon, dass er stattdessen seinen Fans etwas zurückgeben könne, indem er zu dem Konzert erscheine. Also springt Aldous nicht auf die Straße, sondern in den Hotelpool, wobei er sich am Arm schwer verletzt. Trotzdem lässt er sich von Aaron ins Greek Theatre fahren und tritt unter dem Jubel der Fans auf.
Im Epilog erfährt man, dass Aldous’ Comeback Erfolg hatte, er den Drogen ein weiteres Mal abgeschworen hat und nun von Aaron produziert wird. Aaron hat sich mit seiner Freundin Daphne versöhnt und ist ihr nach Seattle gefolgt, wo sie einen Job als Ärztin angetreten hat.

## Hintergrund
Der Film spielte weltweit circa 91,4 Millionen US-Dollar ein.

### Trivia
Zahlreiche prominente Personen haben Gastauftritte im Film. Darunter:
- Pink
- Christina Aguilera
- Tom Felton
- Paul Krugman
- Meredith Vieira
- Lars Ulrich
- Pharrell Williams
- Ricky Schroder
- Kristen Bell (als Sarah Marshall, wie im Film Nie wieder Sex mit der Ex)
- Billy Bush
- Zöe Salmon
- Mario Lopez
- Kurt Loder

Des Weiteren wurden einige Darsteller in Fotos von Owen Wilson, Johnny Depp, Derek Jeter montiert.
Der Film nimmt Motive aus einem Richard-Benjamin-Film mit Peter O’Toole von 1982 mit dem Titel Ein Draufgänger in New York auf, ferner aus Wie das Leben so spielt mit Adam Sandler unter der Regie von Judd Apatow (Produzent von Männertrip) aus dem Jahr 2009.

## Kritik
Der Film bekam überwiegend positive Kritiken. Rotten Tomatoes verzeichnet eine positive Wertung von 72 %, basierend auf 202 Kritiken.

„[…]Vor allem Russell Brand hatte seinen Aldous Snow schon in Nie wieder Sex mit der Ex durch seine schiere Präsenz zu einer zweiten Hauptfigur gemacht, und er spielt den Rockstar hier als konsequenten Egoisten, der so entspannt wie entschlossen seine Bedürfnisse und Süchte vor alles andere stellen kann, dann aber plötzlich zwischendurch auch mal sein sehr weiches Herz für andere wiederfindet; nie weiß man, wofür er sich im nächsten Moment entscheidet.“

„[…]Es ist Nicholas Stoller gelungen, platte, aber weitestgehend zündende Gags mit schrill überzogener Satire zu verbinden und sogar in einen ganz netten Plot einzubinden. Vielleicht wäre es gar nicht nötig gewesen noch eine klitzekleine Liebesgeschichte einzubauen, um eine klarere Struktur zu erzwingen, als es die eigentliche Handlung zuließe, doch es mag auch nicht so wirklich stören und schließlich findet man sich am Ende immerhin in alter Judd Apatow-Gemütlichkeit: Eine feine Moral, zufriedene Gesichter und ein etwas zu langes Finale mit viel Musik.“

„Obwohl man den Film als Satire auf das Musikgeschäft betrachten kann, bleiben die Referenzen auf reale Pop-Phänomene vage. Man mag in Sean Combs’ Auftritt ein Zitat seiner selbst erkennen, denn wie in seiner Rolle als Sergio leitet der HipHop-Mogul im richtigen Leben (unter anderem) eine Plattenfirma, wobei sein autokratischer Umgang mit Untergebenen an die Rollen in Reality Shows erinnern mag, die er nebenbei im US-Fernsehen ausgefüllt hat. Die unzweideutigen Obszönitäten, die Aldous’ Ex-Freundin und Kollegin Jackie Q in Musikvideos zum Besten gibt, mögen wiederum der plumpen Koketterie mancher Songs von Christina Aguilera oder Britney Spears nachempfunden sein. Doch der vulgäre Messianismus von Aldous, der sich in einem herrlich haarsträubenden Song als Wiedergänger Christi und Erlöser Afrikas imaginiert, ist schlicht beispiellos.“